# Christian Araboni
Christian Araboni (Palmanova, 22 gennaio 1979) è un ex calciatore italiano, di ruolo attaccante.

## Carriera
Esordisce in Serie A il 18 maggio 1997, a 17 anni, nella 32ª giornata di Serie A 1996-1997 in Reggiana-Perugia (1-4), e nel corso del campionato colleziona altri due gettoni nella massima serie. Con la compagine granata rimarrà anche la stagione successiva, in Serie B, collezionando altre 3 presenze. Passa poi al Pergocrema, in Serie C2, nel 1998-1999, realizzando 11 reti. Dal 1999 al 2006 (esclusa una breve parentesi nel 2002 a Vercelli), Araboni gioca con la maglia dell'AlbinoLeffe, collezionando in serie cadetta 62 presenze e 11 reti.
Gioca poi in Serie C1 con Salernitana e Pro Sesto. Nel 2007-2008 ritrova la vena realizzativa con il Rodengo Saiano (13 partite e 7 reti), e dopo aver iniziato la stagione 2008-2009 con il Südtirol, a gennaio torna al Pergocrema. Dopo una breve parentesi al Casale in Serie D (condita da 5 gol), nel gennaio 2010 si concretizza il ritorno al Rodengo Saiano, società del girone A di Seconda Divisione. Il 21 gennaio 2011 passa alla Sacilese in Seconda Divisione firmando un contratto fino a fine stagione.
Nella stagione 2011-2012 si accorda con l'Opitergina in Eccellenza ritrovando così il suo ex allenatore a Sacile, Stefano Andretta. Fermo per infortunio ad inizio stagione, debutta da titolare contro la Miranese in casa alla terza di andata, andando subito in rete. Nel 2012-2013 passa alla Triestina, in Eccellenza, e prosegue la carriera nelle serie minori friulane con Monfalcone, Edmondo Brian e Lignano.

## Palmarès

### Club

#### Competizioni nazionali
- Coppa Italia Serie C: 1

Albinoleffe: 2001-2002